# Al-Kunajtira (dystrykt)
Al-Kunajtira (arab. ‏منطقة القنيطرة‎) – jednostka administracyjna drugiego rzędu (dystrykt) muhafazy Al-Kunajtira w Syrii. Część dawnego dystryktu znajduje się obecnie pod okupacją Izraela.
W 2004 roku syryjską część dystryktu zamieszkiwało 64 680 osób.